# Миелит
Миелит (на латински: Myelitis) се нарича възпаляването на гръбначния мозък. Причинява се от разнородни фактори като вируси, бактерии, травми, токсични вещества. Във възпалителния процес могат да бъдат въвлечени и меките мозъчни обвивки. Нерядко се засяга целият напречник на гръбначния мозък на определено ниво (в един или няколко гръбначно-мозъчни сегмента) и се развива напречен (трансверзален) миелит. Възпалителният процес може да се разпространи в целия гръбначен мозък при т.нар. остър дисеминарен (разпръснат) миелит.

## Лечение
При лечението се прилагат противовъзпалителни средства, антибиотици, витамини, кортикостероиди.